# 君士坦丁·阿森
君士坦丁·阿森（？—1277年），保加利亞沙皇，1257年至1277年在位。

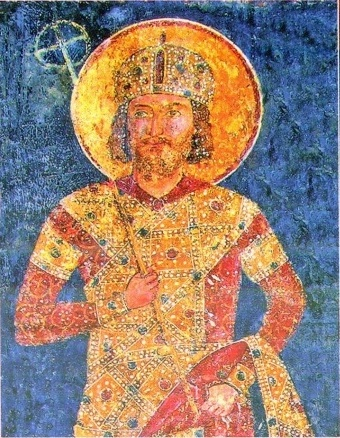

1257年，君士坦丁被特爾諾沃的波雅爾們擁立為沙皇。1261年尼西亞皇帝米海爾八世佔領君士坦丁堡，同年將共治皇帝約翰四世刺瞎、監禁。在自己的妻子、約翰四世的姐姐伊蓮的要求下，君士坦丁率軍入侵新建的拜占庭帝國，但敗於敵將米海爾·杜卡斯·格拉巴斯·塔恰尼奧提斯。1277年，君士坦丁於鎮壓伊瓦伊洛起義時戰死。